# Lithuania (pismo)
Lithuania. Kwartalnik poświęcony problemom Europy Środkowo-Wschodniej – kwartalnik ukazujący się w latach 1990-2007 w Warszawie. Wydawcą był Ogólnopolski Klub Miłośników Litwy. Pismo podejmowało różne zagadnienia stosunków polsko-litewskich oraz Europy Środkowo-Wschodniej.
Wieloletnim redaktorem naczelnym pisma był Leon Brodowski.